# Seututie 560
Pour les articles homonymes, voir Route 560.
La route régionale 560 (finnois : Seututie 560) est une route régionale allant de Pielavesi jusqu'à Pyhäjärvi en Finlande.

## Description
La route régionale 560 est une route des régions de Savonie du Nord, de Finlande centrale et de Ostrobotnie du Nord. 
La route va de Säviä à Pielavesi jusqu'à Pyhäjärvi,,.

## Parcours
- Säviä
- Jylhä
- Jokela
- Saarela
- Korpilahti
- Petäjäkylä
- Haapamäki
- Vuohtomäki
- Rannankylä
- Ruotanen
- Pyhäjärvi